# Luc Mbassi
Pour les articles homonymes, voir Mbassi.
Luc Mbassi ou Luc Mbassi Effengue, est un footballeur international camerounais, mort le 8 octobre 2016 à l’hôpital de la Caisse nationale de prévoyance sociale à Yaoundé des suites d'un AVC.

## Carrière
Il a notamment joué au Tonnerre Kalara Club de Yaoundé ainsi qu'en équipe des Lions Indomptables du Cameroun.
Latéral du Tkc, il était surnommé « le génie ».
Il a été professeur d’éducation physique et sportive au lycée bilingue d’Ekounou à Yaoundé après un long passage au lycée d'Anguissa comme enseignant de la même discipline dès l'année 1993. Après son départ à la retraite en 2012, il a poursuivi sa carrière comme enseignant vacataire.

## Palmarès
- Champion d'Afrique 1984 avec l'équipe nationale